# Religion i Nazityskland
Religion i Nazityskland avser religiösa organisationer, strömningar och personers ställning till den nazistiska regimen i Nazityskland (1933-1945).

## Kristendom

### Romersk-katolska kyrkan
Romersk-katolska kyrkans hållning bestämdes av Reichskonkordat (20 juli 1933), som reglerade förhållandet till den nationalsocialistiska staten. I sin encyklika Mit brennender Sorge 1937 tog påven Pius XI tydligt avstånd från nazismen, vilket stärkte det katolska motståndet.

### Protestantismen
Nazisterna sökte sammansluta de olika evangeliska kyrkorna i en politiskt kontrollerad rikskyrka. Bland annat infördes en "arierparagraf" som hindrade personer av judisk börd att bekläda kyrkliga ämbeten. 
Tre grupperingar stred mot varandra:
- Deutsche Christen, som accepterade den nazistiska ideologin.
- Bekännelsekyrkan och ett förbund av "intakta" lutherska Landeskirchen tillsammans med oppositionsgrupper inom områden där man anslutit sig till Deutsche Christen.
- En mellangrupp företrädd av den regimkritiske biskopen Theodor Wurm i Württemberg.[1]

Bekännelsekyrkan var starkt präglad av Karl Barth och uttryckte sin ståndpunkt genom Barmendeklarationen 1934. Ett konsekvent politiskt motstånd bjöds bara av ett fåtal teologer som till exempel Dietrich Bonhoeffer. Bekännelsekyrkan och mellangrupperna kunde dock påverka sådana som till en början visat sympatier för nazismen och på så vis vända opinionen.

#### Folkkyrkan i Nazityskland
Folkkyrkotanken användes i nazisternas Tyskland när Deutsche Christen ombildade kyrkan år 1933, och utsåg nazisten Ludwig Müller till riksbiskop. I enlighet med sin s.k. positiva kristendom (partiprogrammets punkt 24) bekämpade nazisterna all konkurrens på religiositetens område. Till stöd använde de Martin Luther, såväl i kampen mot judarna (Luther förespråkade ett judefritt Tyskland; judarnas skolor och synagogor skulle "brännas ner"), som genom hans tes om absolut lydnad till den världsliga politiska makten. Målet för nazisterna var emellertid att successivt "germanisera" kristendomen i enlighet med sina egna religiösa föreställningar, bl.a. inkorporerande fornnordisk mytologi. 1941 uttalade den ledande nazisten Martin Bormann offentligt: "Nationalsocialism och kristendom är oförenliga.". Och under andra världskriget utarbetade den ansvarige Alfred Rosenberg ett trettiopunktsprogram för en kommande "nationell rikskyrka", vari i krävdes att "de främmande och utländska kristna läror som infördes i Tyskland det olycksaliga året 800" skulle "utplånas".